# Viva Media
Viva Media AB är ett svenskt bolag aktiv inom marknadsföring. Bolaget har kontor i Uppsala, Kalmar och Oslo där de hjälper nordiska företag med sin marknadsföring. Viva Media Group bildades 2014 genom en sammanslagning av Mediaview  , MediaAnalys  och Kenzaku men har sina rötter ända från 2006 med MediaAnalys. 
Bolaget omsatte 164 Mkr  2021. Bolaget har sitt säte i Uppsala. Viva Media Groups vd heter Arash Gilan. 
Bolaget har under 2015/2016 blivit utsett av Google till att leda det europeiska utbildningsprogrammet Agency Titans. och Google Rising stars